# Martyniwka (Tscherkassy)
Martyniwka (ukrainisch Мартинівка; russisch Мартыновка Martynowka) ist ein Dorf in der ukrainischen Oblast Tscherkassy mit etwa 1300 Einwohnern (2001).

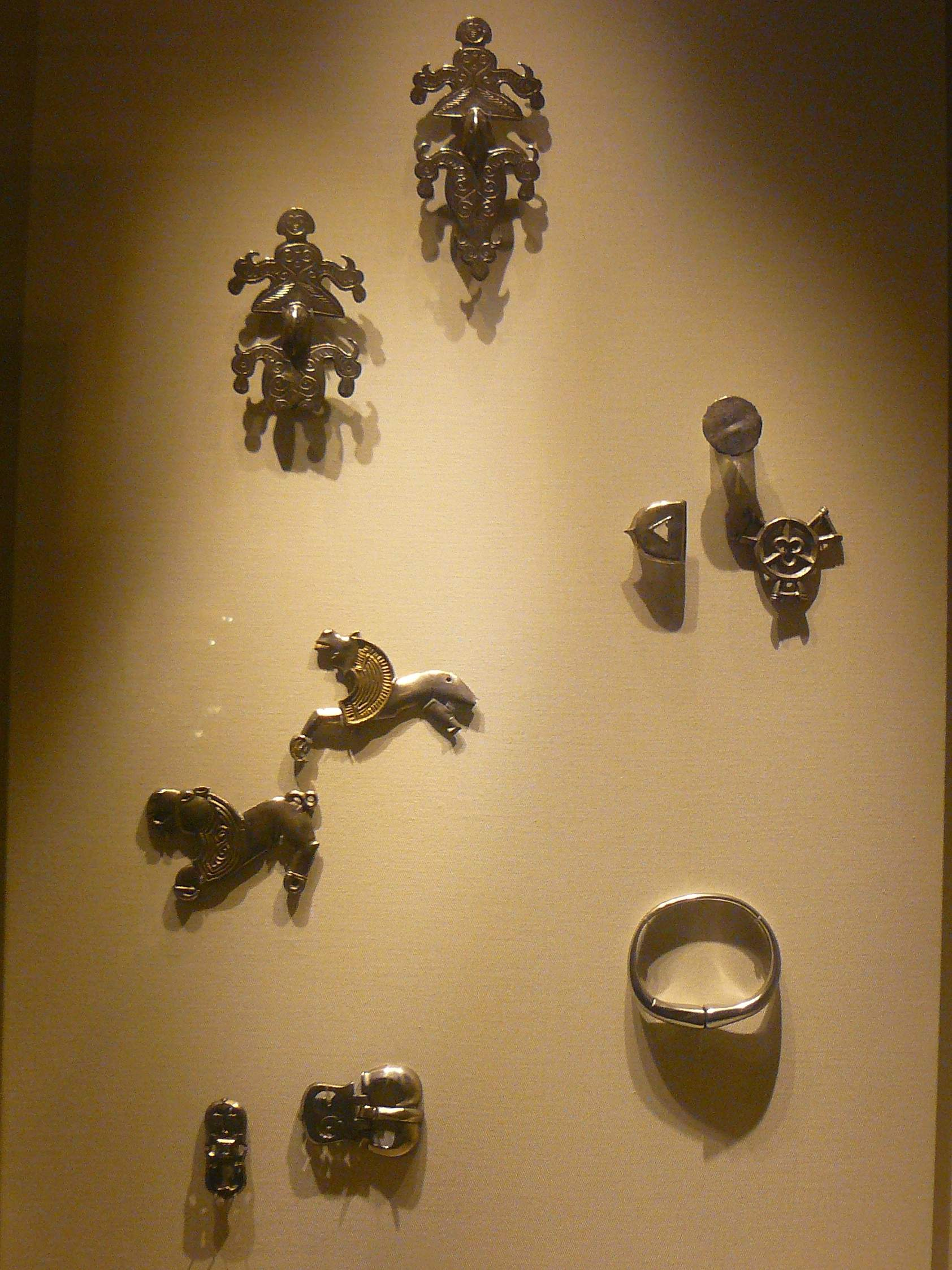
Der Schatz von Martyniwka

Das im 18. Jahrhundert gegründete Dorf liegt im Nordwesten des Rajon Tscherkassy 23 km südwestlich von Kaniw und 75 km nordwestlich von Tscherkassy.
Beim Dorf wurde 1909 der Schatz von Martyniwka aus dem 6. oder 7. Jahrhundert gefunden, der sich heute im Nationalen Historischen Museum der Ukraine in Kiew und im British Museum in London befindet.
Am 13. Dezember 2016 wurde das Dorf ein Teil der neugegründeten Landgemeinde Stepanzi, bis dahin bildete es zusammen mit dem Dorf Dariwka (Дарівка) die Landratsgemeinde Martyniwka (Мартинівська сільська рада/Martyniwska silska rada) im Süden des Rajons Kaniw.
Am 17. Juli 2020 kam es im Zuge einer großen Rajonsreform zum Anschluss des Rajonsgebietes an den Rajon Tscherkassy.

## Persönlichkeiten

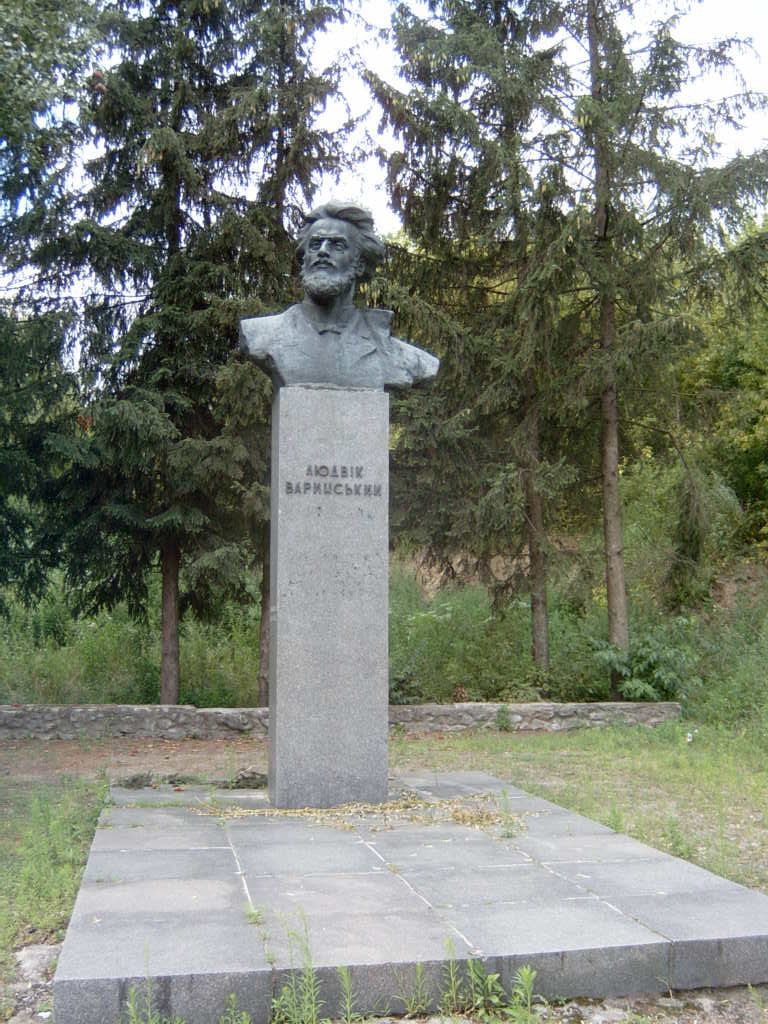
Büste zu Ehren von Ludwik Waryński im Dorf

Im Martyniwka, damals Martynówka, kam 1856 der polnische Politiker und Gründer der ersten polnischen Arbeiterpartei „Proletariat“ Ludwik Waryński zur Welt.